# Wacław Łukaszewicz
Wacław Łukaszewicz (ur. 24 sierpnia 1927 w Mońkach, zm. 16 kwietnia 2014 w Warszawie) – instruktor harcerski ZHP, harcmistrz, specjalista z zakresu łączności, popularyzator łączności w harcerstwie.

## Życiorys
Podczas okupacji niemieckiej mając 15 lat uczestniczył w akcjach sabotażowych na kolei w okolicach Wilna, brał udział w działaniach partyzanckich. Po wkroczeniu na Litwę wojsk radzieckich został wcielony do Armii Czerwonej jako saper, skąd jednak jako kolejarz został wkrótce zwolniony. Po wyzwoleniu Polski jako repatriant przyjechał do Rzepina na Ziemie Odzyskane, gdzie nadal pracował na kolei.
W 1946 wstąpił do ZHP – do drużyny im. Bolesława Chrobrego w Sulęcinie. W 1976 złożył zobowiązanie instruktorskie.
W 1955 roku był członkiem Polskiej Misji w Komisji Nadzoru Państw Neutralnych w Korei. W okresie 1956–1970 pracował w Zarządzie Głównym Aeroklubu Polskiego, pełniąc funkcję starszego inspektora ds. łączności radiowej w lotnictwie sportowym. Członek Państwowej Komisji Egzaminacyjnej ds. Lotniczej Łączności Radiowej, członek Państwowej Komisji Egzaminacyjnej ds. Służby Radiokomunikacyjnej Amatorskiej przy Urzędzie Komunikacji Elektronicznej.
Był współinicjatorem uruchomienia w 1971 specjalnej radiostacji okolicznościowej SQ5Z („ZAMEK”) popularyzującej ideę odbudowy Zamku Królewskiego w Warszawie. Przez 20 lat był sekretarzem Warszawskiego Zarządu Wojewódzkiego Polskiego Związku Krótkofalowców i członkiem Państwowej Komisji Egzaminacyjnej na świadectwa operatorskie amatorskiej służby radiokomunikacyjnej.
W latach 1979–1999 był Kierownikiem Inspektoratu Łączności i Radiolokacji Amatorskiej Chorągwi Stołecznej ZHP. Zastępca szefa łączności w sztabie „Operacji Bieszczady 40” w 1977 i szef łączności w 1978, współorganizator manewrów techniczno-obronnych (m.in. VI i XI Centralnych Manewrów Techniczno-Obronnych ZHP oraz chorągwianych) i zawodów krótkofalarskich,m.in. zawodów pn. „Służbowa Łączność Radiowa”. Organizator klubów łączności i krótkofalarskich w hufcach Chorągwi Stołecznej, m. in. Harcerskiego Klubu Łączności SP5ZIP, komendant obozów szkoleniowych chorągwi Stołecznej. Na licznych obozach prowadził szkolenia łącznościowe, organizował łączność telefoniczną. Sędzia klasy pierwszej w radioorientacji sportowej Polskiego Związku Radioorientacji Sportowej, wielokrotny Sędzia Główny Mistrzostw Polski w radioorientacji sportowej oraz zawodów o Puchar Syreny. Organizował szkolenia i zawody dla środowisk harcerskich Chorągwi Stołecznej, odpowiadał za łączność podczas dużych imprez chorągwi, m.in. podczas Białej Służby w 1999 na placu Piłsudskiego w czasie Pielgrzymka Jana Pawła II do Polski. Członek Rady Chorągwi Stołecznej w latach 1985–1989.
Pracował w Specjalnym Ośrodku Wychowawczym w Warszawie przy Rynku Nowego Miasta 4. Współorganizował turnieje w zakresie bezpieczeństwa ruchu drogowego dla dzieci i młodzieży niezorganizowanej.
Został pochowany na Cmentarzu Komunalnym w Kolnie, w grobie rodzinnym w kwaterze N 2/16.
Jego Imię nosi Harcerski Klub Łączności SP5ZIP w Warszawie przy ul. Kasprowicza 107 w Hufcu Warszawa Żoliborz, Chorągwi Stołecznej ZHP.

## Odznaczenia
- Krzyż Kawalerski Orderu Odrodzenia Polski (1987)
- Złoty Krzyż Zasługi (1988)
- Srebrny Krzyż Zasługi (1969)
- Złoty Medal „Za zasługi dla obronności kraju” (1987)
- Honorowa Odznaka Ruchu Przyjaciół Harcerstwa (1970)
- Odznaka Zasłużonego Działacza Lotnictwa Sportowego (1972)
- Złota Odznaka „Zasłużony Pracownik Łączności” (1975)
- Odznaka „Zasłużony Bieszczadom” (1977)
- Złota Odznaka honorowa „Za Zasługi dla Warszawy” (1982)
- Srebrna Odznaka „Za Zasługi dla Obrony Cywilnej” (1987)
- Medal pamiątkowy „W Uznaniu Zasług we Współpracy z Wyższą Oficerską Szkołą Lotniczą w Dęblinie” (1990)
- Złoty Krzyż „Za Zasługi dla ZHP” (1999)
- Odznaka Honorową Polskiego Związku Krótkofalowców (2005)